# Tiltott szerelem (Bűbájos boszorkák)

## Cselekmény
|  | Alább a cselekmény részletei következnek! |

Max egy kisfiú különleges képességekkel. Az apjával él, akitől elrabolják, ezért segítséget kér az erejét felhasználva. A segélykérés Prue-hoz és a lányokhoz jut el, a szellemtáblán keresztül.
Mivel Piper, akit kineveztek a Quake menedzserévé az új séffel, Harry-vel vív hatalmi harcot, Phoebe-nek pedig otthon kell maradnia, hogy felügyelje Leo-t, a karbantartót, így Prue-ra marad, hogy kinyomozza, ki is kéri a segítségüket.
Prue elmegy tehát Andy-hez, hogy megkérje, nézzen utána, hátha ki tud valamit deríteni Max-ról.
Eközben Phoebe rájön, hogy Leo nem más, mint a Fény Őre, és az a feladata, hogy segítse és őrizze a kezdő jó boszorkányokat.
Leo megkéri Phoebe-t, hogy tartsa kilétét titokban a másik két lány előtt.
Max újabb bajba keveredik, mert akik elrabolták, ráveszik, hogy a segítségével tegye ártalmatlanná egy vállalat biztonsági rendszerét, csakhogy közben az egyik emberrabló lelövi a biztonsági őrt. A gyilkosság miatt Andy rátalál Max-ról a szükséges információkra, így felkeresi Prue-t, hogy elmondja neki mit tudott meg. Prue Andy látogatása alatt újabb üzenetet kap a szellemtáblán keresztül Max-tól.
Prue meglátogatja Max édesapját, és hogy az a bizalmába fogadja, felfedi előtte a képességét. Kiderül, hogy Max édesanyja is jóboszorkány volt, tőle örökölte Max az erőt. Max édesanyja csak nem sokkal 3 hónappal korábbi halála előtt avatta be az apát a titokba. Az apa segít megfejteni, hogy valószínűleg Max egyik iskolatársának a bátyjának az autószerelő műhelyében tartják fogva a fiút. Odamegy, hogy segítsen neki, de őt is elfogják.
Andy-ék rájönnek, hogy bankrablásra készülhetnek a fiú elrablói. A fiú apja is odamegy a műhelyhez, hogy meggyőzze az emberrablókat, ne bántsák a fiát, de lelövik. Leo azonban rátalál és megmenti az életét.
Prue-nak az az ötlete támad, hogy a fiú használja az erejét, és hatástalanítsa a testére rögzített robbanószerkezetet, miután betörnek a bankba. Ketten együtt ezután ártalmatlanítják a rosszfiúkat, majd megszöknek, hogy ne lepleződjön le boszorkányos titkuk.
Leo és Prue közbenjárása segít, hogy apa és fia újra közelebb kerüljenek egymáshoz, Prue-ra pedig akkora hatást gyakorolnak az események, hogy meggondolja korábbi kijelentését, miszerint nem lenne belőle jó anya, és nem akar majd saját gyereket.